# Alstroemeria ligtu
Alstroemeria ligtu este o specie de plante monocotiledonate din genul Alstroemeria, familia Alstroemeriaceae, descrisă de Carl von Linné.

## Subspecii
Această specie cuprinde următoarele subspecii:
- A. l. incarnata
- A. l. ligtu
- A. l. simsii
- A. l. splendens